# Yin Yin
Yin Yin (alternatieve spelling: Yīn Yīn, YIN YIN, of YĪN YĪN) is een Nederlandse band die zich typeert zich met het combineren van psychedelische muziek, funk, disco en Oost-Aziatische muziek.

## Naam
De naam Yin Yin komt van de vrouwelijke- en schaduwkant van de yin en yang. Volgens Berkers is: ‘Het idee dat yin yang de balans tussen de mannelijke en vrouwelijke kant of het goede en het kwade is, en yin yin is dan onbalans, maar daaruit kan je ook een soort creativiteit creëren.’ Initieel heette de band ''Lady Boys''. Van die naam werd afgezien omdat deze verkeerd geïnterpreteerd kon worden, of omdat deze als aanstootgevend gezien kan worden. Dit is omdat lady boys (kathoey) een vorm van transgenders zijn die een precaire positie hebben in Thailand.

## Carrière
Yin Yin begon in 2017 als duo van Lennertz en Berkers. In een oefenruimte in een balletschool namen ze demo's op en hebben die gemixt. Origineel zou de band stoppen na het uitbrengen van een aantal nummers, maar door de positieve reacties besloten ze om door te gaan. Toen ze een jaar later begonnen met optreden raakten Remy Scheren en Robbert Verwijlen ook betrokken.
In 2019 kwam het debutalbum The Rabbit That Hunts Tigers uit. Het album werd door zowel de pers als het publiek goed ontvangen. In datzelfde jaar heeft Yin Yin onder andere op Lowlands en in verschillende Europese landen opgetreden.
Het tweede album The Age Of Aquarius werd tijdens de coronapandemie geschreven en opgenomen, en kwam in 2022 uit. De naam van het album is afgeleid van het gelijknamige astrologische verschijnsel. Dit album is ten opzichte van het eerste album meer elektronisch en meer dansbaar, en Thaise invloeden zijn minder terug te horen. Na de opname van dit album verliet multi-instrumentalist Lennertz de band. Erik Bandt is daarvoor in de plaats gekomen.
Het derde album Mount Matsu kwam in 2024 uit. Het album is opgenomen en gemixt in het Belgische Oud-Rekem. Op dit album is de Thaise muzikale invloed minder geworden en is een Japanse muzikale invloed sterker te horen. De naam van het album is bedacht door Berkers en betekent 'berg met de pijnbomen' in het Japans. De tour die na het uitbrengen van het album volgde werd afgetrapt met een eigen festival. In januari 2025 werd aangekondigd dat Robbert Verwijlen de band had verlaten. Zijn plek als toetsenist is sindsdien overgenomen door Jerôme Scheren.
Live wordt de band soms versterkt door percussionisten Gino Bombrini en Jérôme Cardynaals.

## Discografie

### Albums
- The Rabbit That Hunts Tigers (2019)
- The Age Of Aquarius (2022)
- Mount Matsu (2024)

### Ep's
- COLLIDE SESSIONS #8 - YIN YIN (2023)
- Tam Tam (2023) - Deze ep is alleen als gelimiteerde fysieke uitgave uitgegeven, en heeft geen officiële titel.[14]

### Singles
- Dion Ysiusk (2018)
- One Inch Punch (2019)
- The Grey Chamber of Hinachõ Otome (2019)
- Pingpxng (2019)
- Haw Phin (2020)
- Haw Phin / Chông Ky (2020)
- Nautilus (2021)
- Shēnzhou V. (2022)
- The Year of the Rabbit (2023)
- Takahashi Timing (2023)

### Op compilaties
Naast deze muziek bracht de band in 2021 het nummer Goutli Bye Bye uit op de compilatie Futur Antérieur: Bongo Joe's 5 Year Anniversary. Het lied werd daarna niet meer opnieuw uitgebracht.